# McKeesport
McKeesport es una ciudad ubicada en el condado de Allegheny en el estado estadounidense de Pensilvania. En el año 2000 tenía una población de 24,040 habitantes y una densidad poblacional de 717 personas por km².

## Geografía
McKeesport se encuentra ubicada en las coordenadas 40°20′38″N 79°50′56″O / 40.34389, -79.84889.

## Demografía
Según la Oficina del Censo en 2000 los ingresos medios por hogar en la localidad eran de $23,715 y los ingresos medios por familia eran $31,577. Los hombres tenían unos ingresos medios de $27,412 frente a los $21,977 para las mujeres. La renta per cápita para la localidad era de $13,242. Alrededor del 23% de la población estaba por debajo del umbral de pobreza.